# Rolf Birger Pedersen
Rolf Birger Pedersen (ur. 23 września 1939 w Bergen, zm. 22 marca 2001) – norweski piłkarz występujący na pozycji napastnika. 

## Kariera klubowa
Pedersen przez całą karierę występował w SK Brann. Zdobył z nim dwa mistrzostwa Norwegii (1961/1962, 1963) oraz Puchar Norwegii (1972). W sezonie 1961/1962 z 26 bramkami na koncie został też królem strzelców pierwszej ligi norweskiej.

## Kariera reprezentacyjna
W reprezentacji Norwegii Pedersen zadebiutował 28 maja 1958 w zremisowanym 0:0 towarzyskim meczu z Holandią. 2 lipca 1959 w przegranym 1:2 pojedynku eliminacji Letnich Igrzysk Olimpijskich 1960 z Danią strzelił pierwszego gola w kadrze. W latach 1958–1962 w drużynie narodowej rozegrał 15 spotkań i zdobył 5 bramek.